# European Parliamentary Elections Act 2002
Lire en ligne

Texte de la loi tel qu'il a été adopté à l'origine

European Parliamentary Elections Act 1999 European Union (Withdrawal) Act 2018

L'European Parliamentary Elections Act 2002 (c.24) est une loi du Parlement du Royaume-Uni régissant les élections au Parlement européen.
La loi a divisé le Royaume-Uni en plusieurs régions auxquelles ont été attribués un certain nombre de sièges. L'Angleterre a été divisée en neuf régions avec un total de 71 sièges, l'Écosse, le pays de Galles et l'Irlande du Nord ont été divisés en une seule région chacune, avec respectivement 8, 5 et 3 sièges et ont permis pour la première fois la participation de Gibraltar qui a été placé dans la Circonscription du sud-ouest de l'Angleterre pour les élections.
La loi a été abrogée par le European Union (Withdrawal) Act 2018 le 31 janvier 2020, les élections au Parlement européen de 2019 étant les dernières à se tenir en vertu de l'ancienne législation.

## Référendums de 2011 et 2016 de l'UE
Les dispositions légales pour la nomination des directeurs régionaux du scrutin ainsi que les douze circonscriptions électorales régionales du Parlement européen du Royaume-Uni en vertu de cette loi ont également été utilisées sous les titres de directeurs de comptage régionaux et de zones de comptage régionales dans la législation promulguée. pour la tenue du Référendum britannique de 2011 sur le vote alternatif en vertu de la loi de 2011 sur le système de vote parlementaire et les circonscriptions et du référendum de 2016 sur l'UE en vertu du European Union Referendum Act 2015.

## Abrogation
À la suite du référendum sur l’adhésion du Royaume-Uni à l’Union européenne le 23 juin 2016, la loi a été abrogée par le European Union (Withdrawal) Act 2018 toutefois, initialement, il n’a été abrogé que partiellement et n’a pas été complètement abrogé avant le 31 janvier 2020, date à laquelle le Royaume-Uni a officiellement quitté l’Union européenne.